# José Ramón Fernández de Luanco
José Ramón Fernández de Luanco y Riego (Castropol, 14 novembre 1825 – Castropol, 5 maggio 1905) è stato un letterato spagnolo scienziato, chimico, storico, fu rettore dell'Università di Barcellona.

## Biografia

### Famiglia di origine
José Ramón Fernández de Luanco y Riego, alias José Ramón de Luanco, nacque a Castropol nelle Asturie, il 14 novembre 1825 nella Casa del Campo, residenza dei Marchesi di Santa Cruz de Marcenado, figlio di Andrés Fernández de Luanco y Carbayeda e di Petronilia del Riego y Riego.
Entrambi i genitori erano nati a Luanco, Gozón nelle Asturie, ma si erano trasferiti a Castropol dove Andres, il padre di José Ramon, era amministratore dei beni che il IX Marchese di Santa Cruz de Marcenado – Don Manuel María de Navia-Osorio y de Álvarez-Cuevas (1806-1881) possedeva a Ría de Ribadeo in quel di Castropol.

I nonni paterni erano Toribio Fernández de Luanco (nipote sembra di Francisco Fernández de Luanco) e Isabella Carbayedo di Luanco nelle Asturie.

I nonni materni erano Andrés del Riego e Josefa del Riego di Muros de Nalón nelle Asturie.

I Fernandez de Luanco, il cui capostipite fu Pedro Fernandez de Luanco (1550-1615) sposato con Marina del Regueral, discendevano da Fernando Suarez de Condres (1295-1355) della Casa del Ferrero.

### Infanzia e studi
Sembra che Josè Ramón trascorresse i primi dieci anni della sua vita a Luanco presso uno zio materno di nome José González Llanos, mentre il 16 febbraio 1838 a Castropol nasceva il fratello minore, Claudio José, che sarà medico e scrittore. Fece i suoi primi studi nel collegio Cartavio a Figueras frequentando in seguito il corso di Filosofia all'Università di Oviedo dove si laureò in Scienze Fisico-Chimiche presso la Scuola Normale di Scienze Sperimentali.

Con lo scopo di completare la sua formazione accademica, intraprese un viaggio di studio in Europa del quale lasciò ampia relazione in un manoscritto oggi di proprietà del bibliofilo asturiano José Pérez de Castro.

### Carriera
Mentre ricopriva alcuni incarichi interinali, ottenne le cattedre di Chimica di Siviglia e di Oviedo optando alla fine per quest'ultima.
La Facoltà di Chimica fu soppressa nel 1860 e José Ramón Luanco, così semplicemente si firmava e si faceva chiamare negli ultimi anni della sua carriera, dovette dividersi tra l'Università di Madrid e quella di Santiago di Compostela. In quest'ultimo centro frequentò Laureano Calderón y Arana (1847-1894), l'iniziatore della Chimica biologica nelle Università spagnole.
Più tardi José Ramón Luanco otterrà la cattedra di Chimica e Fisica annessa alla Facoltà di Medicina dell'Università di Saragozza, della quale arrivò a essere decano ad interim.
Dal 1868 fino alla fine della sua carriera fu titolare della cattedra di Chimica e Fisica dell'Università di Barcellona di cui divenne anche rettore.

### Contesto storico
José Ramon Fernández de Luanco del Riego nacque in un periodo cruciale della storia di Spagna: il Cile e l'Argentina avevano conquistato l'indipendenza dalla Spagna in quegli anni e anche Nueva Granada (attuale Colombia) e il Perù erano nella fase finale della loro lotta per l'indipendenza.
Il decennio (1823-1833) del regno di Ferdinando VII fu seguito dalla prima reggenza di Maria Cristina di Borbone-Due Sicilie (1833-1840) e la seconda reggenza di Baldomero Espartero (1840-1843) durante la quale ebbe luogo la prima Guerra Carlista.
Successivamente con il regno di Isabella II di Spagna, dal 1843 al 1868, si ebbero principalmente governi moderati (1843-1854) con il solo intermezzo della Seconda Guerra Carlista (1846-1849).
Il biennio progressista (1854-1856) fu seguito da un nuovo governo moderato unionista (1856-1868).
Praticamente tutta la vita professionale del liberale moderato José Ramón Fernández de Luanco del Riego, anteriore al suo insediamento all'Università di Barcellona nel 1868, si svolse sotto il regno di Isabella II di Spagna.
Proprio nel momento del cambio dello scenario politico egli giunse quindi a Barcellona dove visse con grande disagio, da liberale e moderato qual era, i principali notevoli eventi della contrastata vita politica spagnola di quegli anni: la Rivoluzione di Settembre, detta “La Gloriosa” e in seguito la prima repubblica in cui si affermò il "krausista" Nicolás Salmerón, a lui inviso politicamente sin da quando lo ebbe conosciuto a Madrid, così come ancor di più lo era al suo allievo prediletto Marcelino Menéndez Pelayo
, che si iscrisse all'Università di Barcellona dopo essere stato esaminato dal professore Nicolás Salmerón, e non ammesso, a quella di Madrid. Data da allora la grande avversione, non solo politica, che Marcelino Menéndez Pelayo nutrì per Nicolás Salmerón e i "krausisti" in generale.

### Opere
Uno dei grandi meriti di José Ramón Fernández de Luanco fu la seconda edizione del libro di testo di Chimica che pubblicò nel 1878 basato esclusivamente sulla teoria atomica unitaria. Luanco, oltre alla chimica coltivava molteplici interessi culturali che spaziavano dall'esoterismo, all'alchimia, all'archeologia, alla storia.
José Ramón Luanco era appassionato di temi esoterici. Questa sua passione cominciò da giovane e ne rimane testimonianza in un suo manoscritto inedito del 1855 intitolato “La Fuerza Cabalistica” in cui affronta temi come la filosofia ermetica, l'alchimia e la cabala cristiana. Il tragico destino di un suo amico, che morì in rovina e mezzo pazzo per colpa della sua fanatica ossessione alchimistica, fece sì che le sue prime infatuazioni per questo argomento si tramutassero in semplice curiosità storico-bibliografica. Smise di occuparsi personalmente di procedimenti alchemici anche se questa rimase la sua passione e non perdeva occasione per approfondirne la storia.
José Ramón Luanco curò '’edizione dei due volumi dell'”Alquimia en España” sborsando anche dei soldi di tasca propria per vederli stampati.
A Oviedo, dove José Ramón Luanco fu professore di Chimica, così come a Santiago di Compostela, Madrid e Saragozza prima di approdare all'Università di Barcellona, era soprannominato “l'alchimista di Castropol”.

A Oviedo, José Ramón Luanco trascorse i suoi anni più felici e fece i suoi primi esperimenti finalizzati tra l'altro a dotare la città di illuminazione pubblica con il gas ottenuto dalla fermentazione delle mele usate per la produzione della bevanda locale: il sidro. Nel 1851 pubblicò un saggio intitolato “Illuminazione a gas a Oviedo” che sviluppò nel foglietto “Considerazioni circa le circostanze in cui deve fermentare il mosto delle mele per la preparazione del sidro”. Con il gas ottenuto in questo modo riuscì a illuminare il Caffè Casín di Oviedo nel 1852 circa. Il progetto non ebbe seguito per la scarsità della materia prima occorrente, ma fu recensito dalla stampa specializzata non solo spagnola ma anche internazionale.

In questo campo fu un autentico precursore della ricerca di fonti energetiche alternative ottenute dal riciclo dei residui di altre lavorazioni.

L'illuminazione pubblica a gas di Oviedo fu poi realizzata nel 1860 da Miguel Vereterra y Carreño, sesto marchese di Gastañaga, del partito moderato conservatore.

Oltre a diversi lavori di carattere scientifico sulla sua specialità, la chimica, tra cui si annovera una “Quimica general” che ancora si ristampava dopo mezzo secolo, scrisse articoli su argomenti molti diversi tra loro: sopra le meteoriti che caddero su Oviedo nel 1856 e su Cangas de Onís nel 1866, sopra “I metallurgici spagnoli nel Nuovo Mondo”, sopra gli ultimi giorni di Jovellanos in Puerto de Vega, Navia, o sopra il “Neologismo nelle scienze”.

A lui si deve la monografia su Castropol, inclusa in “Asturias” di Octavio Bellmunt e Fermín Canella, e l'edizione del “Libro dell'Ordine della Cavalleria”, di Raimondo Lullo edito in Barcellona nel 1901.
Alcuni titoli:
- Consideraciones acerca de las circunstancias en que debe fermentar el zumo de la manzana en la preparación de la sidra  1853
- Experimentos hechos con el papel reactivo de Schoenbein para conocer la existencia del ácido cianhídrico y la acción del fósforo sobre el oxígeno del aire comprimido o dilatado 1869
- Ramón Lull (Raimondo Lullo) considerado como alquimista 1870
- Descripción y análisis de los aerolitos que cayeron en el distrito de Cangas de Onís (Asturias) el 6 de diciembre de 1866 1874
- Apuntes de química general exactamente 1875
- Análisis mineralógico de los suelos 1877
- Compendio de las lecciones de Química General 1878 è la raccolta delle lezioni tenute all'Università di Barcellona nel 1878, seguite da diverse edizioni quando fu adottato come libro di testo universitario e di scuole tecniche
- Compendio de las lecciones de química 1884
- Introducción a la química moderna 1887
- Los Metalúrgicos españoles en el nuevo mundo 1888
- Espíritu y tendencias de la química moderna 1888
- La Alquimia en España escritos inéditos 1889-1897
- Compendio de las lecciones de química 1893
- Biografía del Dr. D. Manuel Sáenz Díez 1894
- Libro de la orden de Caballería del B. Raimundo Lulio tradotto da José Ramón Luanco 1901

### Ultimi anni
Nel 1900, a 75 anni compiuti, scapolo, si colloca in pensione dopo essere stato rettore dell'Università di Barcellona. Torna a vivere nella sua amata casa di Castropol a cui fu sempre legato tanto da trascorrervi tutte le vacanze estive. Così lo ricordava con affetto il suo pupillo Marcelino Menéndez Pelayo: “conservo di lui magnifici ricordi. Era un gran tipo, molto simpatico, con molto senso dello “humor” e uno dei migliori amici di mio padre Marcelino Menéndez Pintado. Fin da quando ero bambino ero abituato a frequentarlo perché mio padre ogni estate ci portava a Castropol”.

Due anni dopo fu colpito da una malattia che gli impedì di leggere e di scrivere fino alla sua morte che lo colse nella sua casa di Castropol il 5 aprile 1905.

La sua biblioteca personale comprendente tra gli altri volumi, dozzine di testi stampati e manoscritti di alchimia, fu donata da suo nipote José María Vijandeall'università di Oviedo e fu distrutta durante la rivoluzione socialista del 1934.

Il suo epistolario personale rimase nella sua casa di Castropol e fu completamente distrutto nel corso degli anni.